# El Águila (Tabasco)
El Águila es un poblado del municipio de Balancán ubicado en la subregión de los Ríos del estado mexicano de Tabasco.

## Geografía
La localidad se ubica a 33.4 kilómetros (en dirección noreste) de la localidad de Balancán de Domínguez, la cabecera y lugar más poblado del municipio. Se sitúa en las coordenadas geográficas 17°39′11″N 91°15′53″O / 17.653056, -91.264722, a una elevación de 50 metros sobre el nivel del mar.

## Demografía
Según el Conteo de Población y Vivienda 2020, efectuado por el Instituto Nacional de Estadística y Geografía, la localidad de El Águila tiene 681 habitantes, de los cuales 337 son del sexo masculino y 344 del sexo femenino. Su tasa de fecundidad es de 2.81 hijos por mujer y tiene 215 viviendas particulares habitadas.
| Gráfica de evolución demográfica de El Águila entre 1960 y 2020 |
|                                                                 |
| INEGI.                                                          |